# 1805, Les Cuirassiers avant la charge
1805, Les Cuirassiers avant la charge (titres alternatifs 1805 ou Les cuirassiers de 1805, avant le combat ) est un tableau peint par Ernest Meissonier en 1878, représentant une colonne de cuirassiers avant une charge de cavalerie. Le tableau fait partie des collections du musée Condé.

## Description
Comme son titre l'indique, le tableau représente une scène se déroulant en 1805 durant les guerres napoléoniennes. Il ne désigne pas une bataille particulière, mais reflète selon l'intention de Meissonier, une célébration des cuirassiers du premier Empire. Sous un ciel orageux, deux rangs de cuirassiers attendent le signal avant la charge, devant eux cinq officiers de cuirassiers eux aussi dans une position d'attente. Les couleurs distinctives et les équipements indiquent qu'il s'agit du 12e régiment de cuirassiers. À gauche un officier général de division (distinctive; écharpe or et écarlate) en frac indique une direction à un officier de cuirassier, certainement le colonel du régiment. Derrière eux un trompette de cuirassier en jaune (jonquille), un aide de camp du général de division en uniforme à la hussarde (un brassard de couleur écarlate et or devrait se trouver à son bras gauche, mais la pelisse empêche de le voir) et deux autres cuirassiers. À la droite, un groupe d'artilleurs se déplacent devant un alignement de maisons. Dans le lointain, sur une colline surplombant la scène, localisé entre le deuxième et le troisième sous-officier à partir de la droite, on aperçoit Napoléon et son état-major.

## Provenance
Présenté à l'exposition universelle de 1878 de Paris, il est acquis par le collectionneur belge Prosper Crabbe pour 275 000 francs, et passe ensuite dans la collection d'Ernest Secrétan. Il est le numéro 39 de la vente Secrétan en 1889 et est acheté pour 199 652 francs  par le duc d'Aumale qui le conserve dans son château de Chantilly. Le tableau est donné avec l'ensemble de sa collection et sa propriété à l'Institut de France, constituant aujourd'hui le musée Condé.